# Nunatak Karlik
Nunatak Karlik är en nunatak i Antarktis. Den ligger i Östantarktis. Australien gör anspråk på området. Toppen på Nunatak Karlik är 1 204 meter över havet.
Terrängen runt Nunatak Karlik är platt åt nordväst, men åt sydost är den kuperad. Trakten är obefolkad. Det finns inga samhällen i närheten.